# Taneo Suenaga
Taneo Suenaga (末永胤生, 1913-2009) est un artiste-peintre japonais, figure marquante de l’avant-garde artistique au Japon jusqu’à son installation en France en 1957. À Paris, il s’attache à préserver une indépendance vis-à-vis des courants établis, bien qu’à partir de la fin des années 1960, certains[Qui ?] le perçoivent comme un héritier tardif de l’École de Paris. Son œuvre, mêlant un regard japonais à des influences européennes modernes, lui a valu de nombreuses distinctions, dont le Grand Prix du Salon international de la Côte d’Azur en 1972 et le Prix d’Honneur de la Société nationale des beaux-arts en 2001.

## Biographie

### Jeunesse et carrière au Japon (1913-1957)
Taneo Suenaga naît le 17 février 1913 à Nagasaki, dans un Japon en plein bouleversement culturel et politique. Diplômé en 1932 de l'Académie des Arts et de la Culture (Bunka Gakuin Bijutsu, 文化学院美術), il participe à la fondation en 1933 de la « Société 1940 » aux côtés d’artistes comme Shūzō Takiguchi (瀧口修造). Ce collectif, premier à intégrer des éléments du cubisme, du surréalisme et de l’abstraction au Japon, organise des expositions marquantes à Tokyo, notamment à la Galerie Tokyo-do et à Kinokuniya-Ginza.
En 1936, Taneo Suenaga rencontre Jean Cocteau à Yokohama à la demande de ce dernier, lors du voyage de l'artiste français en Asie. La même année, Suenaga lance la revue L’École de Tokyo (エコールド・東京), regroupant peintures, poèmes et essais, et publiant notamment le recueil 妖精の距離 (La distance de la fée). Ces activités avant-gardistes attirent l’attention des autorités japonaises, et il est détenu durant quatre semaines par la police de la censure.
En 1937, son tableau intitulé 丘 (Colline) est présenté lors de la première exposition du mouvement au Musée des Beaux-Arts de Tokyo. Ce tableau, illustrant son engagement dans l’avant-garde artistique japonaise de cette époque, est référencé dans la base de données japonaise sur la peinture surréaliste. 丘 (Colline) a été inclus dans le catalogue de l’exposition Le Surréalisme au Japon 1925-1945, publié par le Musée de Nagoya[Lequel ?] en 1990, avec une reproduction en noir et blanc de l’œuvre.
En 2024, la même œuvre est de nouveau mise en lumière dans l’ouvrage Le Surréalisme et le Japon : 100 ans après le "Manifeste du surréalisme", publié par Seigensha à Kyoto. Ce livre, commémorant le centenaire du Manifeste du surréalisme, explore l’influence du mouvement au Japon. En 1942, Taneo Suenaga reçoit le Prix Dokuritsu, voit une de ses œuvres acquise par l’État japonais, puis est élu membre permanent du Salon Dokuritsu en 1948 (Dokuritsu Bijutsu Kyokai, 独立美術協会), confirmant ainsi sa notoriété dans l’art japonais d’après-guerre.

### Période française (1957-2009)
En 1957, Taneo Suenaga s’installe à Paris, marquant un tournant dans sa carrière ainsi qu’une trajectoire nouvelle dans sa production. Rapidement intégré au paysage artistique, il expose au Salon des indépendants et à la Galerie Raymond Duncan. De 1960 à 1967, il maintient des liens étroits avec le Japon, exposant régulièrement à la Galerie Nitchido et au Mitsukoshi-Nihonbashi à Tokyo. Il réalise également deux fresques murales : l'une pour le Groupe Yakult (25 m2) et l'autre pour le Chiba International Country Club (100 m2).
En 1972, Suenaga remporte le Grand Prix du Salon international de la Côte d'Azur à Cannes, expose à deux reprises à la Galerie Bernheim-Jeune à Paris en 1973 et 1982, et est l’invité régulier des salons de la Société nationale des beaux-arts et du Salon d'Automne.[réf. nécessaire]
Suenaga publie en 1978 aux éditions Tomo, Mon guide de la Grèce et de la Mer Égée, carnet de voyage témoignant de son intérêt pour les civilisations anciennes et l’antiquité.
En 1991, il est le seul artiste vivant inclus dans l’exposition Foujita et l’École de Paris, organisée au Musée de Montmartre à Paris et au Musée national de Tokyo, aux côtés de grands noms tels que Modigliani, Utrillo, Van Dongen, Foujita et Ebihara.
En 2001, Taneo Suenaga reçoit le Prix d’Honneur de la Société Nationale des Beaux-Arts lors de l’exposition annuelle au Carrousel du Louvre.

## Expositions principales
- 1936 : Expositions de la Société 1940, Tokyo[7].
- Depuis 1957 : Salon des Artistes Indépendants, Paris[5].
- 1960 à 1967 : Galerie Nitchido et Mitsukoshi-Nihonbashi, Tokyo.
- 1972 : Grand Prix du Salon international de la Côte d'Azur, Cannes.
- 1973 et 1981 : Galerie Bernheim-Jeune, Paris.
- 1985 : Un instant de Paix, Café de la Paix, Paris.
- 1988 : Barbizon Japon, Barbizon.
- 1991 : Foujita et l’École de Paris, Musée Montmartre et National Museum of Art, Tokyo.
- 2001 : Prix d’Honneur, Société Nationale des Beaux-Arts, Carrousel du Louvre, Paris
- 2019 : Rétrospective Taneo Suenaga, Musée Préfectoral de Nagasaki, Japon.

## Héritage
Taneo Suenaga laisse derrière lui une œuvre diversifiée et singulière, marquée par un regard japonais fortement imprégné du modernisme européen. Sa production reflète une recherche d’équilibre entre simplicité et profondeur, transformant des thèmes simples en visions poétiques et universelles[Interprétation personnelle ?]. Sa trajectoire l’a mené vers des compositions capturant une vision intime et intemporelle du monde où lumière et espace invitent à la contemplation.[réf. nécessaire]
Il a été décoré au Japon du Ruban Bleu en 1979 et du Mérite d'Or de la Croix Rouge japonaise en 1982, en reconnaissance de sa contribution artistique et humaniste.[réf. nécessaire]
Mort à Paris le 18 février 2009, il repose au cimetière du Montparnasse. En décembre 2019, une rétrospective de son œuvre est organisée au Musée Préfectoral de sa ville natale à Nagasaki pour le 10e anniversaire de sa mort.[réf. nécessaire]